# Agelescape caucasica
Agelescape caucasica  (лат.) — вид воронковых пауков рода Agelescape из семейства Agelenidae. Закавказье: Азербайджан.

## Описание
Среднего размера пауки, длина самок до 9,8 мм. Длина головогруди 3,75 мм (ширина 2,65 мм). Стернум, ноги и головогрудь жёлтые сероватым узором. Хелицеры коричневые, брюшкосеровато-коричневое.
Вид Agelescape caucasica был впервые описан в 2005 году арахнологами Элхином Гусейновым (Elchin F. Guseinov, Институт зоологии АН Азербайджана, Баку, Азербайджан), Юрием М. Марусиком (Институт биологических проблем Севера ДВО РАН, Магадан, Россия) и Сеппо Копоненом (Seppo Koponen, Zoological Museum, University of Turku, Турку, Финляндия) вместе с видами A. dunini, A. levyi и A. talyshica Guseinov, Marusik & Koponen, 2005.
Таксон Agelescape caucasica включён в род Agelescape вместе с видами A. affinis (Kulczynski, 1911), A. gideoni Levy, 1996 и A. livida (Simon, 1875). Видовое название A. caucasica дано по месту обнаружения (Кавказ).